# Jeanette MacDonald
Jeanette Anna MacDonald (Filadélfia, 18 de junho de 1903 – Houston, 14 de janeiro de 1965) foi uma cantora e atriz do cinema e teatro norte-americano.
Celebrizou-se com sua voz de soprano em musicais, a maior parte deles contracenando com Nelson Eddy, como Naughty Marietta (1935), Maytime (1937), The Girl of the Golden West (1938), Sweethearts (1938), I Married an Angel (1942), New Moon (1940), Bitter Sweet (1940).
Outros trabalhos: The Love Parade (1929), The Merry Widow (1934), San Francisco (1936), Three Daring Daughters (1948).